# Sherpa
Sherpe (Šerpa) (istočni narod, dolazi od tibetanskog shar što znači "istok" + pa znači "narod".) su južnotibetski narod koji se je na središnju i južnu Himalaju naselio vjerojatno tijekom posljednjih 500 godina iz istočnog Tibeta. 
Ima ih 154.622 (2001 popis).
Jedan od najpoznatijih pripadnika naroda Sherpa je Tenzing Norgay.